# طواف سيبيو للدراجات 2021
طواف سيبيو للدراجات 2021 هو سباق دراجات هوائية، وهو موسم من طواف سيبيو للدراجات، وأقيم خلال الفترة من 3 يوليو 2021، وحتى 6 يوليو 2021.
فاز بالمركز الأول جيوفاني أليوتي، وبالمركز الثاني فابيو آرو، وبالمركز الثالث ميكال شليغل، وفاز باسكال أكرمان في ترتيب النقاط، وكان الفائز حسب النقاط للشباب جيوفاني أليوتي، وكان الفائز في تصنيف الجبال دانيال توريك، وفاز إلكوف كاسبر في ترتيب الفرق.

## الفرق
| فرق عالمية (2)- Bora-Hansgrohe - Qhubeka NextHash فرق برو (4)- Bardiani CSF Faizanè - غازبروم روسفيلو 2021 ‏ - نوفو نورديسك 2021 ‏ - 2021 ويلير تريستينا-سيل إيطاليا ‏ فرق قارية (21)- أموري وفيتا - برودير 2021 ‏ - Parkhotel Valkenburg CT ‏ - بايك أيد 2021 ‏ - D'Amico–UM Tools ‏ - إلكوف كاسبر 2021 ‏ - Team Felt–Felbermayr ‏ - جيوتي فيكتوريا سافيني ديو 2021 ‏ - Global 6 United ‏ - أدفاريكس هرينكو سيلينج ‏ - Team Illuminate (men's team) ‏ - إي أف إديوكيشن - نيبو تيم ‏ - Wildlife Generation Pro Cycling ‏ - فورارلبرغ 2021 ‏ - Sauerland NRW-SKS Germany ‏ - Bahrain Victorious Development Team ‏ - توبفوركس لابيير 2021 ‏ - Yoeleo Test Team p/b 4MIND ‏ - Sam–Vitalcare–Dynatek ‏ - A.R. Monex Pro Cycling Team ‏ - مازوززي سيرس بولسكي 2021 ‏ - مالوجا بوشبيكرز 2021 ‏ فريق وطني- فريق رومانيا لركوب الدراجات للرجال 2021‏ |  |
| |  |

## المراحل
| قائمة المراحل | قائمة المراحل | قائمة المراحل       | قائمة المراحل | قائمة المراحل | قائمة المراحل   | قائمة المراحل  |
| المرحلة       | التاريخ       | الدورة              |               | المسافة (كم)  | الفائز بالمرحلة | القائد العام   |
| ------------- | ------------- | ------------------- | ------------- | ------------- | --------------- | -------------- |
| المقدمة       | 3 يوليو       | سيبيو – سيبيو       | ضد الساعة     | 2٫5           | باسكال أكرمان   | باسكال أكرمان  |
| مرحلة 1       | 4 يوليو       | سيبيو – Păltiniș ‏   | مرحلة جبلية   | 177٫9         | جيوفاني أليوتي  | جيوفاني أليوتي |
| مرحلة 2       | 5 يوليو       | سيبيو – بحيرة بيليا | مرحلة جبلية   | 187٫5         | ألكسيس غيران    | جيوفاني أليوتي |
| مرحلة 3       | 6 يوليو       | سيبيو – سيبيو       | مرحلة جبلية   | 205٫3         | باسكال أكرمان   | جيوفاني أليوتي |

## النتيجة

### مرحلة 0
هي مرحلة أقيمت في 3 يوليو 2021، وامتدّت لمسافة 2.5 كيلومتر. فاز بالمرحلة باسكال أكرمان، وكان متصدر الترتيب العام في نهاية المرحلة باسكال أكرمان، وكان المتصدر حسب ترتيب النقاط باسكال أكرمان، وكان المتصدر في ترتيب التسلق لا أحد ‏، وتصدر ترتيب النقاط للشباب Tim Wollenberg ‏، ومتصدر ترتيب الفرق بورا–هانسغروه 2022.
| التصنيف العام         | التصنيف العام        | التصنيف العام   | التصنيف العام               | التصنيف العام |
| العداء                | العداء               | البلد           | الفريق                      | الوقت         |
| --------------------- | -------------------- | --------------- | --------------------------- | ------------- |
| 1                     | باسكال أكرمان        | ألمانيا         | بورا هانسغروه               | 3 د 18 ث      |
| 2                     | Martin Laas ‏         | إستونيا         | بورا هانسغروه               | + 3 ث         |
| 3                     | ريكاردو ستاكليوتي    | إيطاليا         | ويلير تريستينا-سيل إيطاليا ‏ | + 3 ث         |
| 4                     | Matt Walls ‏          | المملكة المتحدة | بورا هانسغروه               | + 4 ث         |
| 5                     | Nicolas Dalla Valle ‏ | إيطاليا         | Bardiani CSF Faizanè        | + 5 ث         |
| 6                     | Tim Wollenberg ‏      | ألمانيا         | مالوجا بوشبيكرز ‏            | + 6 ث         |
| 7                     | Michael Kukrle ‏      | التشيك          | إلكوف كاسبر ‏                | + 8 ث         |
| 8                     | ألكسيس غيران         | فرنسا           | فريق فورارلبرغ ‏             | + 8 ث         |
| 9                     | Mel van der Veekens ‏ | هولندا          | Parkhotel Valkenburg CT ‏    | + 9 ث         |
| 10                    | Karel Camrda ‏        | التشيك          | توبفوركس لابيير ‏            | + 9 ث         |
| مصدر: ProCyclingStats |                      |                 |                             |               |

### مرحلة 1
هي مرحلة جبلية، أقيمت في 4 يوليو 2021، وامتدّت لمسافة 177.9 كيلومتر. فاز بالمرحلة جيوفاني أليوتي، وكان متصدر الترتيب العام في نهاية المرحلة جيوفاني أليوتي، وكان المتصدر حسب ترتيب النقاط جيوفاني أليوتي، وكان المتصدر في ترتيب التسلق جيوفاني أليوتي، وتصدر ترتيب النقاط للشباب جيوفاني أليوتي، وكان متصدر ترتيب الفرق إلكوف كاسبر 2021 ‏.
| التصنيف العام         | التصنيف العام    | التصنيف العام | التصنيف العام           | التصنيف العام |
| العداء                | العداء           | البلد         | الفريق                  | الوقت         |
| --------------------- | ---------------- | ------------- | ----------------------- | ------------- |
| 1                     | جيوفاني أليوتي   | إيطاليا       | بورا هانسغروه           | 4 س 28 د 32 ث |
| 2                     | فابيو آرو        | إيطاليا       | Qhubeka NextHash        | + 17 ث        |
| 3                     | ميكال شليغل      | التشيك        | إلكوف كاسبر ‏            | + 20 ث        |
| 4                     | سيرجي تشيرنيتسكي | روسيا         | غازبروم روسفيلو ‏        | + 24 ث        |
| 5                     | ريكاردو زويدل    | النمسا        | Team Felt–Felbermayr ‏   | + 35 ث        |
| 6                     | Roland Thalmann ‏ | سويسرا        | فريق فورارلبرغ ‏         | + 37 ث        |
| 7                     | Adam Ťoupalík ‏   | التشيك        | إلكوف كاسبر ‏            | + 1 د 00 ث    |
| 8                     | دافيدي ريبلين    | إيطاليا       | Sam–Vitalcare–Dynatek ‏  | + 1 د 12 ث    |
| 9                     | يوناس راب        | ألمانيا       | أدفاريكس هرينكو سيلينج ‏ | + 1 د 15 ث    |
| 10                    | ألكسيس غيران     | فرنسا         | فريق فورارلبرغ ‏         | + 1 د 15 ث    |
| مصدر: ProCyclingStats |                  |               |                         |               |

### مرحلة 2
هي مرحلة جبلية، أقيمت في 5 يوليو 2021، وامتدّت لمسافة 187.5 كيلومتر. فاز بالمرحلة الكسيس غيران، وكان متصدر الترتيب العام في نهاية المرحلة جيوفاني أليوتي، وكان المتصدر حسب ترتيب النقاط جيوفاني أليوتي، وكان المتصدر في ترتيب التسلق جيوفاني أليوتي، وتصدر ترتيب النقاط للشباب جيوفاني أليوتي، وكان متصدر ترتيب الفرق إلكوف كاسبر 2021 ‏.
| التصنيف العام | التصنيف العام    | التصنيف العام | التصنيف العام           | التصنيف العام |  |
| العداء        | العداء           | البلد         | الفريق                  | الوقت         |  |
| ------------- | ---------------- | ------------- | ----------------------- | ------------- |  |
| 1             | جيوفاني أليوتي   | إيطاليا       | بورا هانسغروه           | 9 س 18 د 38 ث |  |
| 2             | فابيو آرو        | إيطاليا       | Qhubeka NextHash        | + 19 ث        |  |
| 3             | ميكال شليغل      | التشيك        | إلكوف كاسبر ‏            | + 26 ث        |  |
| 4             | سيرجي تشيرنيتسكي | روسيا         | غازبروم روسفيلو ‏        | + 30 ث        |  |
| 5             | ريكاردو زويدل    | النمسا        | Team Felt–Felbermayr ‏   | + 41 ث        |  |
| 6             | ألكسيس غيران     | فرنسا         | فريق فورارلبرغ ‏         | + 1 د 00 ث    |  |
| 7             | Roland Thalmann ‏ | سويسرا        | فريق فورارلبرغ ‏         | + 1 د 01 ث    |  |
| 8             | يوناس راب        | ألمانيا       | أدفاريكس هرينكو سيلينج ‏ | + 1 د 26 ث    |  |
| 9             | Adam Ťoupalík ‏   | التشيك        | إلكوف كاسبر ‏            | + 2 د 05 ث    |  |
| 10            | دافيدي ريبلين    | إيطاليا       | Sam–Vitalcare–Dynatek ‏  | + 2 د 15 ث    |  |

### مرحلة 3
هي مرحلة جبلية، أقيمت في 6 يوليو 2021، وامتدّت لمسافة 205.3 كيلومتر. فاز بالمرحلة باسكال أكرمان، وكان متصدر الترتيب العام في نهاية المرحلة جيوفاني أليوتي، وكان المتصدر حسب ترتيب النقاط باسكال أكرمان، وكان المتصدر في ترتيب التسلق دانيال توريك، وتصدر ترتيب النقاط للشباب جيوفاني أليوتي، وكان متصدر ترتيب الفرق إلكوف كاسبر 2021 ‏.

## التصنيف العام النهائي
| التصنيف العام         | التصنيف العام    | التصنيف العام | التصنيف العام           | التصنيف العام  |
| العداء                | العداء           | البلد         | الفريق                  | الوقت          |
| --------------------- | ---------------- | ------------- | ----------------------- | -------------- |
| 1                     | جيوفاني أليوتي   | إيطاليا       | بورا هانسغروه           | 13 س 44 د 59 ث |
| 2                     | فابيو آرو        | إيطاليا       | Qhubeka NextHash        | + 19 ث         |
| 3                     | ميكال شليغل      | التشيك        | إلكوف كاسبر ‏            | + 26 ث         |
| 4                     | سيرجي تشيرنيتسكي | روسيا         | غازبروم روسفيلو ‏        | + 29 ث         |
| 5                     | ريكاردو زويدل    | النمسا        | Team Felt–Felbermayr ‏   | + 41 ث         |
| 6                     | ألكسيس غيران     | فرنسا         | فريق فورارلبرغ ‏         | + 1 د 00 ث     |
| 7                     | Roland Thalmann ‏ | سويسرا        | فريق فورارلبرغ ‏         | + 1 د 01 ث     |
| 8                     | يوناس راب        | ألمانيا       | أدفاريكس هرينكو سيلينج ‏ | + 1 د 26 ث     |
| 9                     | Adam Ťoupalík ‏   | التشيك        | إلكوف كاسبر ‏            | + 2 د 02 ث     |
| 10                    | دافيدي ريبلين    | إيطاليا       | Sam–Vitalcare–Dynatek ‏  | + 2 د 15 ث     |
| مصدر: ProCyclingStats |                  |               |                         |                |

### تصنيف النقاط
| تصنيف النقاط          | تصنيف النقاط      | تصنيف النقاط    | تصنيف النقاط                | تصنيف النقاط |
| العداء                | العداء            | البلد           | الفريق                      | النقاط       |
| --------------------- | ----------------- | --------------- | --------------------------- | ------------ |
| 1                     | باسكال أكرمان     | ألمانيا         | بورا هانسغروه               | 50 نقطة      |
| 2                     | جيوفاني أليوتي    | إيطاليا         | بورا هانسغروه               | 45 نقطة      |
| 3                     | فابيو آرو         | إيطاليا         | Qhubeka NextHash            | 35 نقطة      |
| 4                     | Paweł Bernas ‏     | بولندا          | Mazowsze Serce Polski ‏      | 32 نقطة      |
| 5                     | ألكسيس غيران      | فرنسا           | فريق فورارلبرغ ‏             | 31 نقطة      |
| 6                     | Matt Walls ‏       | المملكة المتحدة | بورا هانسغروه               | 27 نقطة      |
| 7                     | سيرجي تشيرنيتسكي  | روسيا           | غازبروم روسفيلو ‏            | 24 نقطة      |
| 8                     | ميكال شليغل       | التشيك          | إلكوف كاسبر ‏                | 22 نقطة      |
| 9                     | ريكاردو ستاكليوتي | إيطاليا         | ويلير تريستينا-سيل إيطاليا ‏ | 22 نقطة      |
| 10                    | Martin Laas ‏      | إستونيا         | بورا هانسغروه               | 20 نقطة      |
| مصدر: ProCyclingStats |                   |                 |                             |              |

### تصنيف الجبال
| تصنيف الجبال          | تصنيف الجبال     | تصنيف الجبال | تصنيف الجبال            | تصنيف الجبال |
| العداء                | العداء           | البلد        | الفريق                  | النقاط       |
| --------------------- | ---------------- | ------------ | ----------------------- | ------------ |
| 1                     | دانيال توريك     | التشيك       | Team Felt–Felbermayr ‏   | 32 نقطة      |
| 2                     | جيوفاني أليوتي   | إيطاليا      | بورا هانسغروه           | 31 نقطة      |
| 3                     | فابيو آرو        | إيطاليا      | Qhubeka NextHash        | 26 نقطة      |
| 4                     | ألكسيس غيران     | فرنسا        | فريق فورارلبرغ ‏         | 20 نقطة      |
| 5                     | ميكال شليغل      | التشيك       | إلكوف كاسبر ‏            | 16 نقطة      |
| 6                     | سيرجي تشيرنيتسكي | روسيا        | غازبروم روسفيلو ‏        | 16 نقطة      |
| 7                     | ريكاردو زويدل    | النمسا       | Team Felt–Felbermayr ‏   | 12 نقطة      |
| 8                     | Roland Thalmann ‏ | سويسرا       | فريق فورارلبرغ ‏         | 11 نقطة      |
| 9                     | يوناس راب        | ألمانيا      | أدفاريكس هرينكو سيلينج ‏ | 8 نقطة       |
| 10                    | Jakub Otruba ‏    | التشيك       | إلكوف كاسبر ‏            | 7 نقطة       |
| مصدر: ProCyclingStats |                  |              |                         |              |

## تصنيف الفرق

### الفرق حسب الوقت
| تصنيف الفرق حسب الوقت | تصنيف الفرق حسب الوقت    | تصنيف الفرق حسب الوقت | تصنيف الفرق حسب الوقت |
| الفريق                | الفريق                   | البلد                 | الوقت                 |
| --------------------- | ------------------------ | --------------------- | --------------------- |
| 1                     | إلكوف كاسبر 2021 ‏        | التشيك                | 41 س 19 د 51 ث        |
| 2                     | فورارلبرغ 2021 ‏          | النمسا                | + 10 ث                |
| 3                     | Bardiani CSF Faizanè     | إيطاليا               | + 4 د 03 ث            |
| 4                     | غازبروم روسفيلو 2021 ‏    | روسيا                 | + 10 د 56 ث           |
| 5                     | Felbermayr Simplon Wels ‏ | النمسا                | + 14 د 17 ث           |
| مصدر: ProCyclingStats |                          |                       |                       |

## تصانيف فرعية

### تصنيف أفضل شاب
| تصنيف أفضل شاب        | تصنيف أفضل شاب     | تصنيف أفضل شاب | تصنيف أفضل شاب                       | تصنيف أفضل شاب |
| العداء                | العداء             | البلد          | الفريق                               | الوقت          |
| --------------------- | ------------------ | -------------- | ------------------------------------ | -------------- |
| 1                     | جيوفاني أليوتي     | إيطاليا        | بورا هانسغروه                        | 13 س 44 د 59 ث |
| 2                     | Meindert Weulink ‏  | هولندا         | Parkhotel Valkenburg CT ‏             | + 5 د 10 ث     |
| 3                     | Karel Camrda ‏      | التشيك         | توبفوركس لابيير ‏                     | + 8 د 52 ث     |
| 4                     | Fran Miholjević ‏   | كرواتيا        | Bahrain Victorious Development Team ‏ | + 10 د 24 ث    |
| 5                     | Edoardo Sandri ‏    | إيطاليا        | Bahrain Victorious Development Team ‏ | + 12 د 00 ث    |
| 6                     | Karel Tyrpekl ‏     | التشيك         | توبفوركس لابيير ‏                     | + 23 د 04 ث    |
| 7                     | Karel Vacek ‏       | التشيك         | Qhubeka NextHash                     | + 23 د 38 ث    |
| 8                     | Johannes Hodapp ‏   | ألمانيا        | Sauerland NRW-SKS Germany ‏           | + 24 د 26 ث    |
| 9                     | Alessandro Iacchi ‏ | إيطاليا        | ويلير تريستينا-سيل إيطاليا ‏          | + 27 د 49 ث    |
| مصدر: ProCyclingStats |                    |                |                                      |                |

## وصلات خارجية
- لمحة عن سباق طواف سيبيو للدراجات 2021 على موقع  ProCyclingStats   (برو  سايكلنج  ستاتس) - إحصاءات  محترفي  الدراجات.
- طواف سيبيو للدراجات 2021 على موقع إحصائيات الدراجات الإحترافية (الإنجليزية)